# Kılıçlı, Tuzluca
Kılıçlı là một xã thuộc huyện Tuzluca, tỉnh Iğdır, Thổ Nhĩ Kỳ. Dân số thời điểm năm 2011 là 29 người.